# لوكاس كال
لوكاس كال (بالبرتغالية: Lucas Kal‏) هو لاعب كرة قدم برازيلي، ولد في 16 مارس 1996 في كامبيناس في البرازيل. لعب مع نادي أمريكا (ميناس جرايس).

## وصلات خارجية
- لوكاس كال على موقع قاعدة بيانات كرة القدم.إي يو (الإنجليزية)
- لوكاس كال على موقع Soccerway.com (الإنجليزية)